# الهجمات على الدبلوماسيين الإسرائيليين 2012
الهجمات على الدبلوماسيين الإسرائيليين 2012 هي هجمات وقعت في 13 شباط/فبراير 2012 وذلك عقب انفجار قنبلة في سيارة قُرب السفارة الدبلوماسية الإسرائيلية في نيودلهي، الهند مما أدى إلى إصابة أحد موظفي السفارة بالإضافة إلى اثنين من المارة. كما تم زرع قُنبلة أخرى في سيارة ديبلوماسي إسرائيلي عندما كان في تبليسي، جورجيا، لكنها لم تنفجر هذه المرة بعد أن تمكنت الشرطة الجورجية من إبطال مفعولها.

## الخلفية
على مدى الأشهر القليلة الماضية، كان هناك تصاعد في الحرب الكلامية بين كل من إسرائيل وإيران. ثم في 12 شباط/فبراير 2012 استدعت وزارة الخارجية الإيرانية السفير الاذربيجاني لتقديم شكوى ضد تقرير كانت ذي تايمز قد نشرته في وقت سابق مفاده أن الموساد استخدم قاعدة عسكرية تابعة لأذربيجان قصد شن عمليات سرية ضد إيران.

## حوادث

### الهند
قام سائق دراجة نارية بتعليق عبوة ناسفة في سيارة زوجة الملحق العسكري في الهند بينما كانت في طريقها لأخد أطفالها من المدرسة. نتج عن عملية التفجير إصابة زوجة الملحق بجروح متوسطة إلى خطيرة حيث تطلب نقلها بسرعة إلى المستشفى قصد إجراء عملية جراحية لها من أجل إزالة شظايا التفجير من جسمها، في حين تعرض السائق واثنين من المارة لجروح طفيفة.
اتهمت السلطات الإسرائيلية صحيفا هنديا يُدعى سيد محمد أحمد كاظمي بتنفيذ العملية، مما دفع بسلطات الهند إلى إلقاء القبض على الشخص المذكور ووضعته تحت الحراسة النظرية قبل أن تنقله للحراسة القضائية ثم مددت حبسه حتى 9 آب/أغسطس 2012 وذلك حتى تنظر وتتفحص المحكمة لائحة التهم الصادرة في حقه.

### جورجيا
كانت هناك سيارة متوقفة على بُعد 200 متر (660 قدم) من السفارة الإسرائيلية في تبليسي، وفجأة شك السائق في أن تكون هناك قُنبلة موقوتة في السيارة؛ خاصة وأنه سمع صوتا بينما كان يقود سيارته، لذلك انسحب إلى جانب الطريق بسرعة ثم تفحص سيارته بنفسه فوجد فيها القنبلة، ثم أسرع طالبا المساعدة من الشرطة الجيورجية التي نجحت في نزع فتيل القنبلة.

## التحقيق
صرح وزير الداخلية الهندي ب. تشيدامبارام أنه من المُستعبد أن يكون قد تم استخدام المتفجرات في هذا الهجوم، كما أضاف قائلا أن لا أحد متهما أو تبث تورطه حتى بعد بداية التحقيق، وأن أولئك الذين ارتكبوا هاته «الجريمة» سيتم إحالتهم للعادلة عما قريب. وكانت شرطة دلهي قد اعتقلت خمسة أشخاص بعد الحادث، بعد أن اشتبهت فيهم ولكن تم إطلاق سراحهم في وقت لاحق بعد استجوابهم. أما السلطات الهندية فتوجهت للدوائر التلفزيونية قصد الحصول على صور للجاني.
في 7 آذار/مارس 2012، ألقت شرطة دلهي القبض على صُحفي هندي يُدعى محمد أحمد كاظمي بعد أن اشتبهت به وقد صرح الأخير في وقت لاحق أنه يعمل لصالح وكالة الأنباء الإيرانية وأن لا علاقة له لا من قريب ولا من بعيد بهذا الهجوم. لكن الشرطة الهندية نفسها ادعت أنها كانت قد أجرت استطلاع عسكري مع السفارة الإسرائيلية جنبا إلى جنب مع ثلاثة من الرعايا الإيرانيين، وأكدت في وقت لاحق أن واحد منهم هو منفذ الهجوم، ثم ادعت مجددا أن الصحفي الهندي كان في اتصال مع العقل المدبر للعملية والذي يُدعى مسعود سيداغتزده، وكشف السلطات أيضا على أن زوجة كاظمي تلقت تحويلات مالية قدرها 1.8785 مليون روبية هندية (31٬000 دولار أمريكي) من خلال حسابها في البنك، في حين تلقى كاظمي ما يقرب من 380000 روبية هندية (6٬300 دولار أمريكي). وفي 3 نيسان/أبريل 2012، قدم محامي كاظمي كفالة من أجل الإفراج عنه لكن محكمة العاصمة الهندية رفضت هذا الطلب،
وأشارت المحكمة نفسها إلى أن هناك أدلة تُظهر تورط الصحفي في هذه العملية، كما أكدت على أن الإفراج عنه بكفالة سيؤدي إلى تداعيات دولية على نطاق واسع وأن لا علاقة لإسرائل برفض التماس محامي المتهم. ثم في 10 أبريل 2012، اتهمت المديرية العامة للضرائب بالهند كاظمي بغسيل للأموال وطالبت سلطات البلاد بفرض عقوبات جديدة عليه، غير أن أقارب المتهم دحضوا كل هذه «الادعاءات». في 31 تموز/يوليو 2012، اتُهم كاظمي بالعديد من التهم من بينها مُمارسة أنشطة غير مشروعة من الناحية القانونية ومحاولة القتل مع سبق الإصرار والترصد من خلال استعمال مواد متفجرة ممنوعة.
لقيت قضية كاظمي جدلا كبيرا، حيث قام بعض رواد مواقع التواصل الاجتماعي وبعض المدافعين عن حقوق الإنسان بإطلاق عريضة إلكترونية للضغط على الحكومة الهندية من أجل الإفراج اللا مشروط عنه طالما لم تتبث في حقه أي تُهم، وفي تموز/يوليو 2012 نشرت تايمز أوف إينديا مقالا ذكرت فيه أن شرطة دلهي خلصت إلى أن «الإرهابيين» ينتمون إلى فرع الحرس الثوري الإيراني، وأن هذه الأخيرة هي المسؤولة عن الهجوم. ووفقا للتقرير ذاته، فإن الحرس الثوري الإيراني قد خطط لهجمات أخرى على أهداف إسرائيلية في مختلف أنحاء العالم.

### تقرير مسؤولي مكافحة الإرهاب
في أيلول/سبتمبر 2012، قال عاملون لدى منظمة مكافحة الإرهاب في مجلس الشيوخ أن إيران وعملائها مسؤولون عن الهجمات ضد الدبلوماسيين الإسرائيليين كما اتهم كلا من فيلق القدس وحزب الله بالتخطيط للعملية، وقد حذروا من أن هذه القوات قد تحاول مهاجمة الولايات المتحدة. أما المركز الوطني لمكافحة الإرهاب فقد قال «إيران لا تزال أهم دولة راعية للإرهاب في العالم.»

## ردود الفعل
- اتهم رئيس الوزراء الإسرائيلي بنيامين نتانياهو إيران بالوقوف وراء الهجمات، حيث صرح قائلا: «إن إيران التي تقف وراء هذه الهجمات هي أكبر مصدر للإرهاب في العالم، لكن الحكومة الإسرائيلية وقواتها الأمنية ستواصل العمل جنبا إلى جنب مع أجهزة الأمن المحلية ضد هذه الأعمال الإرهابية.»

وضعت وزارة الخارجية الإسرائيلية سفاراتها في حالة تأهب قصوى خاصة بحلول ذكرى مقتل قائد «حزب الله» عماد مغنية، أما «حزب الله» فقد تعهد بالانتقام من خلال مهاجمة الإسرائيليين في الخارج.
- نفت وزارة الخارجية الإيرانية كل تُهم إسرائيل، ثم أدانت الهجمات التي وصفتها بـ «الإرهابية»؛ ورفضت مُجددا كل الادعاءات الإسرائيلي مع نفيها القاطع وعدم تحملها لمسؤولية هذه الحوادث.[19]

## بعد الهجمات
في اليوم التالي من الهجمتين، كانت هناك محاولة فاشلة أخرى لكن هذه المرة في بانكوك بتايلاند وقد أدت هذه العملية إلى إصابة أربعة أشخاص، على الرغم من أن الهدف لم يكن معروفا كما لم يتبث تورط إيران في هذه العملية.